# يسينيا هوينتيو
يسينيا استيفاني هوينتيو تشيوكيمان (من مواليد 30 أكتوبر 1992) هي لاعبة كرة قدم تشيلية تلعب دور الجناح الأيمن لنادي "CFF Cáceres" الإسباني والمنتخب التشيلي للسيدات.

## روابط خارجية
- يسينيا هوينتيو على موقع الاتحاد الدولي (مؤرشف)  (الإنجليزية)
- يسينيا هوينتيو على موقع قاعدة بيانات كرة القدم.إي يو (الإنجليزية)